# Highbury, Western Australia
Highbury är en ort i Australien. Den ligger i kommunen Narrogin och delstaten Western Australia, omkring 180 kilometer sydost om delstatshuvudstaden Perth.
Trakten runt Highbury är nära nog obefolkad, med mindre än två invånare per kvadratkilometer.. Närmaste större samhälle är Narrogin, omkring 16 kilometer nordväst om Highbury.
Trakten runt Highbury består till största delen av jordbruksmark. Genomsnittlig årsnederbörd är 518 millimeter. Den regnigaste månaden är september, med i genomsnitt 95 mm nederbörd, och den torraste är februari, med 5 mm nederbörd.